# Iddin-ilum
Iddin-ilum (auch Idin-El) war 2090 bis 2085 v. Chr. šakkanakku von Mari. Als historische Person ist er durch ein Siegel sowie durch die Inschrift einer Statuette bezeugt.